# Periapattinam
Periapattinam  es una ciudad censal situada en el distrito de Ramanathapuram en el estado de Tamil Nadu (India). Su población es de 9730 habitantes (2011). Se encuentra a 17 km de Ramanathapuram y a 107 km de Thoothukudi.

## Demografía
Según el censo de 2011 la población de Periapattinam era de 9730 habitantes, de los cuales 5099 eran hombres y 4631 eran mujeres. Periapattinam tiene una tasa media de alfabetización del 85,10%, superior a la media estatal del 80,09%: la alfabetización masculina es del 89,50%, y la alfabetización femenina del 80,13%.